# 8221 La Condamine
8221 La Condamine este un asteroid din centura principală, descoperit pe 14 iulie 1996, de Eric Elst.